# One Night Stand (filmserie)
One Night Stand is een serie televisiefilms die wordt geproduceerd op initiatief van een samenwerkingsverband van de NTR (voorheen de NPS), VARA en VPRO, het Stimuleringsfonds Nederlandse Culturele Omroepproducties, het Nederlands Filmfonds en het CoBo-fonds.
Het gaat om films gemaakt door "talentvolle regisseurs en scenarioschrijvers" die na uitzending op televisie mogelijk ook worden vertoond in de bioscoop. De serie loopt sinds 2004 en aanvankelijk werden er elke twee jaar negen films van ongeveer 40 minuten gemaakt en uitgezonden. Met ingang van 2009 werd het een jaarlijks terugkerend fenomeen.

## Films per seizoen

### Seizoen 1 (2004)
Het eerste seizoen werd begin 2008 opnieuw uitgezonden.
| Titel              | Regie             | Productiebedrijf        | Eerste uitzending |
| ------------------ | ----------------- | ----------------------- | ----------------- |
| Au Cigogne         | Margien Rogaar    | De Luwte Filmprodukties |                   |
| Bijlmer Odyssee    | Urszula Antoniak  | Rinkel Film             |                   |
| Zondag             | Froukje Tan       | De Luwte Filmprodukties |                   |
| Verdwaald          | Marcel Visbeen    | Rinkel Film             |                   |
| Zoenen of schoppen | Janice Pierre     | Motel Films             |                   |
| Snacken            | David Lammers     | Motel Films             |                   |
| Zwijnen            | Mischa Kamp       | Motel Films             |                   |
| Twee Dromen        | Arend Steenbergen | De Luwte Filmprodukties |                   |
| Nieuwe Schoenen    | Saskia Diesing    | Rinkel Film             |                   |

### Seizoen 2 (2006)
Het tweede seizoen werd begin 2008 opnieuw uitgezonden.
| Titel               | Regie                 | Productiebedrijf | Eerste uitzending |
| ------------------- | --------------------- | ---------------- | ----------------- |
| Zomerdag            | Mark de Cloe          | Pupkin Film      |                   |
| Blindgangers        | Tallulah Schwab       | Motel Films      |                   |
| Shahram en Abbas    | Remy van Heugten      | Lemming Film     |                   |
| Divina Gloria       | Michiel van Erp       | Pupkin Film      |                   |
| Kinkerstraat        | Pascale Simons        | Pupkin Film      |                   |
| Subiet!             | Simone van Dusseldorp | Lemming Film     | 27 oktober 2006   |
| De Vogelaar         | Ellen Blom            | Motel Films      |                   |
| Absolutely positive | Kate Brown            | Lemming Film     |                   |
| Afdwalen            | Chris Westendorp      | Motel Films      |                   |

### Seizoen 3 (2008-2009)
| Titel               | Regie            | Productiebedrijf | Eerste uitzending |
| ------------------- | ---------------- | ---------------- | ----------------- |
| Dag in dag uit      | Ties Schenk      | IDTV Film        | 31 oktober 2008   |
| Den Helder          | Jorien van Nes   | IDTV Film        | 7 november 2008   |
| Taxi 656            | Saskia Diesing   | Pupkin Film      | 14 november 2008  |
| Ooit                | Jaap van Heusden | IJswater Films   | 21 november 2008  |
| Godenzoon           | Wolke Kluppell   | IJswater Films   | 5 december 2008   |
| Hou Holland schoon  | Arne Toonen      | IDTV Film        | 12 december 2008  |
| Minibar             | Remco Packbiers  | Pupkin Film      | 19 december 2008  |
| Onder de tafel      | Sacha Polak      | IJswater Films   | 2 januari 2009    |
| Liefde, dank je wel | Danyael Sugawara | Pupkin Film      | 9 januari 2009    |

### Seizoen 4 (2009)
| Titel             | Regisseur           | Productiebedrijf | Eerste uitzending |
| ----------------- | ------------------- | ---------------- | ----------------- |
| Maite was hier    | Boudewijn Koole     | KeyFilm          | 9 oktober 2009    |
| Alex in Amsterdam | Michiel ten Horn    | IJswater films   | 16 oktober 2009   |
| Johnny Bingo      | Hesdy Lonwijk       | Waterland Film   | 23 oktober 2009   |
| Zara              | Anna van der Heide  | KeyFilm          | 30 oktober 2009   |
| Barbosa           | Ivan Lopez Nunez    | IJswater films   | 6 november 2009   |
| Anvers            | Martijn Maria Smits | IJswater films   | 13 november 2009  |
| Lynn              | Margot Schaap       | Waterland Film   | 4 december 2009   |
| De Ander          | Rolf van Eijk       | KeyFilm          | 11 december 2009  |
| De Tangoman       | Remy van Heugten    | Waterland Film   | 18 december 2009  |

### Seizoen 5 (2010)
| Titel          | Regisseur                     | Productiebedrijf | Eerste uitzending |
| -------------- | ----------------------------- | ---------------- | ----------------- |
| Finnemans      | Thomas Korthals Altes         | Pupkin Film      |                   |
| Flysk          | Albert Jan van Rees           | KeyFilm          |                   |
| Mama           | Beri Shalmashi en Sanne Vogel | IDTV Film        |                   |
| Overmorgen     | Natasja André de la Porte     | Pupkin Film      |                   |
| Proces         | Jenneke Boeijink              | IDTV Film        |                   |
| Tunnelvisie    | Stefano Odoardi               | Lemming Film     |                   |
| Biz            | Janice Pierre                 | Lemming Film     |                   |
| Verre vrienden | Marleen Jonkman               | KeyFilm          |                   |

### Seizoen 6 (2011-2012)
| Titel             | Regisseur                   | Productiebedrijf | Eerste uitzending |
| ----------------- | --------------------------- | ---------------- | ----------------- |
| Dagen van Gras    | Tomas Kaan                  | Circe Films      | 16 december 2011  |
| Entre nosotros    | Paloma Aguilera Valdebenito | IJswater Films   |                   |
| Lang zal ze leven | Mannin de Wildt             | Waterland Film   |                   |
| Met donker thuis  | Joeri Holsheimer            | Lev pictures     |                   |
| Midzomernacht     | Hiba Vink                   | IJswater Films   |                   |
| Mijn Marko        | Sara Verweij                | Waterland Film   |                   |
| Nina Satana       | Bram Schouw                 | Circe Films      | 27 januari 2012   |
| Vast              | Rolf van Eijk               | Lev pictures     |                   |

### Seizoen 7 (2012-2013)
| Titel          | Regisseur          | Productiebedrijf    | Eerste uitzending |
| -------------- | ------------------ | ------------------- | ----------------- |
| Ballast        | Mirjam de With     | Family Affair Films | 1 februari 2013   |
| Bowy is Binnen | Aniëlle Webster    | KeyFilm             | 7 december 2012   |
| Boy            | Tami Ravid         | Family Affair Films | 14 december 2012  |
| Cabo           | Ivan Barbose       | Circe Films         |                   |
| Stockholm      | Eché Janga         | Circe Films         |                   |
| Terug          | Jenneke Boeijink   | Corrino Films       | 11 januari 2013   |
| Uit            | Michiel Rummens    | KeyFilm             |                   |
| Urfeld         | Maurice Trouwborst | Corrino Films       |                   |

### Seizoen 8 (2014)
| Titel              | Regisseur             | Productiebedrijf | Eerste uitzending |
| ------------------ | --------------------- | ---------------- | ----------------- |
| Flarden van Thomas | Margot Schaap         | Column Film      |                   |
| In het niets       | Daniel Lawrence Bruce | Lev pictures     |                   |
| Onder invloed      | Nova van Dijk         | Column Film      | 17 januari 2014   |
| Op zee             | Marinus Groothof      | Viking Film      | 10 januari 2014   |
| Roffa              | Bobby Boermans        | Column Film      | 3 januari 2014    |
| Scooterdagen       | Léonie de Boer        | Circe Films      |                   |
| Speelman           | Klaartje Quirijns     | Lev pictures     |                   |
| Verzet             | Rob Lücker            | Lev pictures     |                   |

### Seizoen 9 (2014-2015)
| Titel       | Regisseur           | Productiebedrijf    | Eerste uitzending |
| ----------- | ------------------- | ------------------- | ----------------- |
| Voor Emilia | Martijn Maria Smits | BALDR Film          | 5 december 2014   |
| Arezo       | Wiam Al Zabari      | Family Affair Films | 12 december 2014  |
| Ketamine    | Rogier Hesp         | BALDR Film          | 19 december 2014  |
| Vrij        | Martijn de Jong     | NFI                 | 2 januari 2015    |
| Basile H.   |                     | Family Affair Films | 9 januari 2015    |
| Eddy & Coby | Jeroen Annokee      | NFI                 | 3 januari 2015    |

### Seizoen 10 (2015)
| Titel                                     | Regisseur           | Productiebedrijf | Eerste uitzending |
| ----------------------------------------- | ------------------- | ---------------- | ----------------- |
| Een goed leven                            | Aaron Rookus        | BIND             | 4 oktober 2015    |
| Patagonia                                 | Flynn von Kleist    | Topkapi Films    | 5 oktober 2015    |
| Geen koningen in ons bloed                | Mees Peijnenburg    | Pupkin Film      | 6 oktober 2015    |
| Wildflowers                               | Alieke van Saarloos | Pupkin Films     | 7 oktober 2015    |
| De lange nasleep van een korte mededeling | Joppe van Hulzen    | Topkapi Films    | 8 oktober 2015    |
| De leerling                               | Rutger Veenstra     | BIND             | 9 oktober 2015    |

### Seizoen 11 (2016)
| Titel                                                | Regisseur            | Productiebedrijf | Eerste uitzending |
| ---------------------------------------------------- | -------------------- | ---------------- | ----------------- |
| Planet Beauty                                        | Emma Westenberg      | Viking Film      |                   |
| Cas                                                  | Joris van den Berg   | PRPL             |                   |
| In vrijheid                                          | Floor van der Meulen | BALDR Film       |                   |
| Hoe het zo kwam dat de ramenlapper hoogtevrees kreeg | Eva Zanen            | PRPL             |                   |
| Horizon                                              | Giancarlo Sánchez    | BALDR Film       |                   |
| Messias                                              | Rob Lücker           | Viking Film      |                   |

De hoofdrolspeelster in de film Horizon, Susan Radder, kreeg in 2017 het tv-beeld voor de beste hoofdrol.

### Seizoen 12 (2017)
| Titel                     | Regisseur          | Productiebedrijf | Eerste uitzending |
| ------------------------- | ------------------ | ---------------- | ----------------- |
| Avondland                 | Nico van den Brink | The Film Kitchen |                   |
| De dag dat mijn huis viel | Thessa Meijer      | VENFILM          |                   |
| Gezichten                 | Kaweh Modiri       | BALDR Film       |                   |
| Jungle                    | Hetty de Kruijf    | BIND             |                   |
| Limburgia                 | Noël Loozen        | Halal Pictures   |                   |
| Malik                     | Shady El-Hamus     | Pupkin           |                   |

### Seizoen 13 (2018)
Tijdens het Nederlands Film Festival 2018 gingen deze films in première; vervolgens werden ze eind 2018 uitgezonden op NPO 3.
| Titel                          | Regisseur         | Productiebedrijf           | Eerste uitzending |
| ------------------------------ | ----------------- | -------------------------- | ----------------- |
| Dòst                           | Joren Molter      | Family Affair Films        |                   |
| Free Fight                     | Sven Bresser      | IJswater Films             |                   |
| In Limbo                       | Jim Süter         | Keplerfilm                 |                   |
| Mooi geweest / Niet zonder jou | Mari Sanders      | BIND                       |                   |
| Tom Adelaar                    | Gonzalo Fernandez | Topkapi Films              |                   |
| Zomerbroeders                  | Mustafa Duygulu   | New Amsterdam Film Company |                   |